# هربرت توماس كوندون
هربرت توماس كوندون (بالإنجليزية: Herbert Thomas Condon)‏ هو عالم طيور أسترالي، ولد في 27 فبراير 1912، وتوفي في 12 يناير 1978.